# Rhinocypha ogasawarensis
Rhinocypha ogasawarensis là một loài chuồn chuồn kim thuộc họ Chlorocyphidae. Đây là loài đặc hữu của Nhật Bản.